# 蝴蝶邨公共圖書館
蝴蝶邨公共圖書館（英語：Butterfly Estate Public Library）是香港的一座由康樂及文化事務署管理的小型圖書館，位於新界屯門蝴蝶邨蝶聚樓地下123－130號，主要服務蝴蝶邨、湖景邨、兆山苑及屯門碼頭區的居民。原址位於蝴蝶邨蝶影樓地下126－130號，於1986年5月21日啟用，直至2010年6月11日遷至現址。

## 歷史

### 遷館計劃
1995年10月，區域市政局通過圖書館擴展計畫，建議2001/02年度興建面積2,200平方米的地區圖書館，取代蝴蝶邨公共圖書館。1999年5月，臨時區域市政局建議在屯門第44區，湖山路旁魚市場用地作為設館選址。同年6月，該局否決魚市場用地建館方案，並要求區域市政總署另覓選址。
2008年4月，屯門區議會地區設施管理委員會討論蝴蝶邨圖書館擴充事宜。會上建議利用蝴蝶邨蝶聚樓地下空置單位擴充或搬至該處。同年10月，委員會一致同意擴充方案，可是康樂及文化事務署以額外增加人手為由拒絕。直到11月4日屯門區議會大會，康文署代表宣稱不接受原有擴充方案，但可按照委員會另一建議，搬遷圖書館至新址，並由委員會撥款予志願機構營運舊圖書館。最終於12月9日，地區設施管理委員會通過議案，撥款360萬港元予康文署作搬遷圖書館之用。
2009年6月，康文署向屯門區議會請求追加遷館工程撥款，由360萬港元升至420萬港元。其代表在地區設施管理委員會會議中表示，建築署認為新館面積較大，需要安裝大型空調及回風設備。此外新館將會增建推廣活動室及多媒體工作間，以供市民使用，故此以口述提案方式向委員會提出增加撥款。
2010年6月11日，位於蝴蝶邨蝶聚樓地下123－130號的新館正式啟用；位於蝶影樓地下126－130號的舊館則於同日起停止服務。

## 設施及館藏
現址位於蝴蝶邨蝶聚樓地下，面積增至464平方米。除了成人圖書館、兒童圖書館、自助借書機及互聯網／電子資源工作站外，圖書館增建了報刊閱覽部、推廣活動室、館外還書箱及兒童多媒體工作站。現時圖書館除提供資料借閱、預約、多媒體設備服務及推廣活動外，亦設有自助列印及Wi-Fi無線上網服務。
新館啟用時約有50,000多項館藏，包括中英圖書、參考書籍（百科全書、字典及指南等）、鐳射唱片及唯讀記憶光碟等。

## 開放時間
| 日期                                                   | 開放時間                |
| ------------------------------------------------------ | ----------------------- |
| 星期一、三及六                                         | 10:00-13:00 14:00-18:00 |
| 星期二及五                                             | 13:00-20:00             |
| 星期四                                                 | 休息                    |
| 星期日及公眾假期                                       | 09:00-13:00             |
| 元旦日 農曆年初一至年初三 耶穌受難日 聖誕節 聖誕節翌日 | 休息                    |

## 外部連結
- 香港公共圖書館 - 蝴蝶邨公共圖書館 （页面存档备份，存于）